# Olmeda de la Cuesta
Olmeda de la Cuesta es un municipio y localidad española de la provincia de Cuenca, en la comunidad autónoma de Castilla-La Mancha. El término municipal tiene una población de 20 habitantes (INE 2024).

## Historia
Olmeda de la Cuesta es recogida como Villa Mediana en un mapa de Cuenca y Huete en la Biblioteca Nacional Hispánica en el mapa titulado: "Mapa de la Provincia y Obispado de Cuenca Comprehende el Señorio de Molina los Partidos de Cuenca Huete y S. Clemente" fechado en el año 1700 y dedicado a Manuel Jofeph Lopez.
A mediados del siglo XIX, el lugar tenía contabilizada una población de 477 habitantes. La localidad aparece descrita en el duodécimo volumen del Diccionario geográfico-estadístico-histórico de España y sus posesiones de Ultramar de Pascual Madoz de la siguiente manera:

OLMEDA DE LA CUESTA: v. con ayunt. en la prov. y dióc. de Cuenca (7 leg.), part. jud. de Priego (3) aud. terr. de Albacete (27) y c. g. de Castilla la Nueva (Madrid 18). sit. en terreno llano, en particular el casco de la pobl: su clima es frio, combatido por los vientos de N. y E. y muy propenso á dolores de reuma. Consta de 118 casas de mediana construccion y á propósito para las faenas agrícolas; casa de ayunt. y cárcel, todo en un mismo edificio: hay escuela de primeras letras concurrida por 26 jóvenes de ambos sexos, y dotado su maestro con 25 fanegas de trigo: fuera de la pobl. se hallan 3 fuentes de agua salobre, de las que se surte el vecind.: la igl. parr. bajo la advocacion de Ntra. Sra. de la Asuncion, está servida por un cura de primer ascenso y 2 tenientes para los anejos de Villarejo del Espartal y Fuentes Buenas; estramuros en una pequeña llanura hay 1 erm. con el título de S. Sebastian. El term. confina por N. con Buciegas; E. Villarejo del Espartal; S. Olmedilla de Eliz, y O. Gascueña: el terreno es medianamente productivo á causa de ser en su mayor parte tierra yesosa y piedra de la misma base: los caminos son locales y su estado malo: la correspondencia se recibe de Huete los jueves y lunes, y sale miércoles y domingos. prod.: trigo, cebada, avena, anis, almortas, garbanzos, cáñamo, hortalizas, aceite, vino y azafran; pero todo en corta cantidad, á escepcion de la cosecha de trigo que es mas abundante; se cria ganado lanar, y el número de cabezas es de 700: hay caza de liebres, perdices y conejos. ind.: la agrícola y ganadería, y ademas los oficios indispensables, como 2 tejedores de lienzo y cordellate, 6 carpinteros v 2 zapateros etc.: el comercio se reduce á la venta de granos y algun ganado, y a la importacion de los artículos mas necesarios. pobl.: 120 vec, 477 alm. cap. prod.: 1.000,860 rs. imp.: 50,043: el presupuesto municipal sera de 3,000 rs. de los que se pagan 1.100 al secretario de ayunt.
(Madoz, 1849, p. 249)

### Iniciativas contra la despoblación
Desde 2020, Olmeda de la Cuesta ha implementado estrategias para combatir la despoblación y revitalizar el municipio. Una de las más destacadas ha sido la subasta de parcelas a precios asequibles, con el objetivo de atraer nuevos residentes y fomentar la construcción de viviendas.

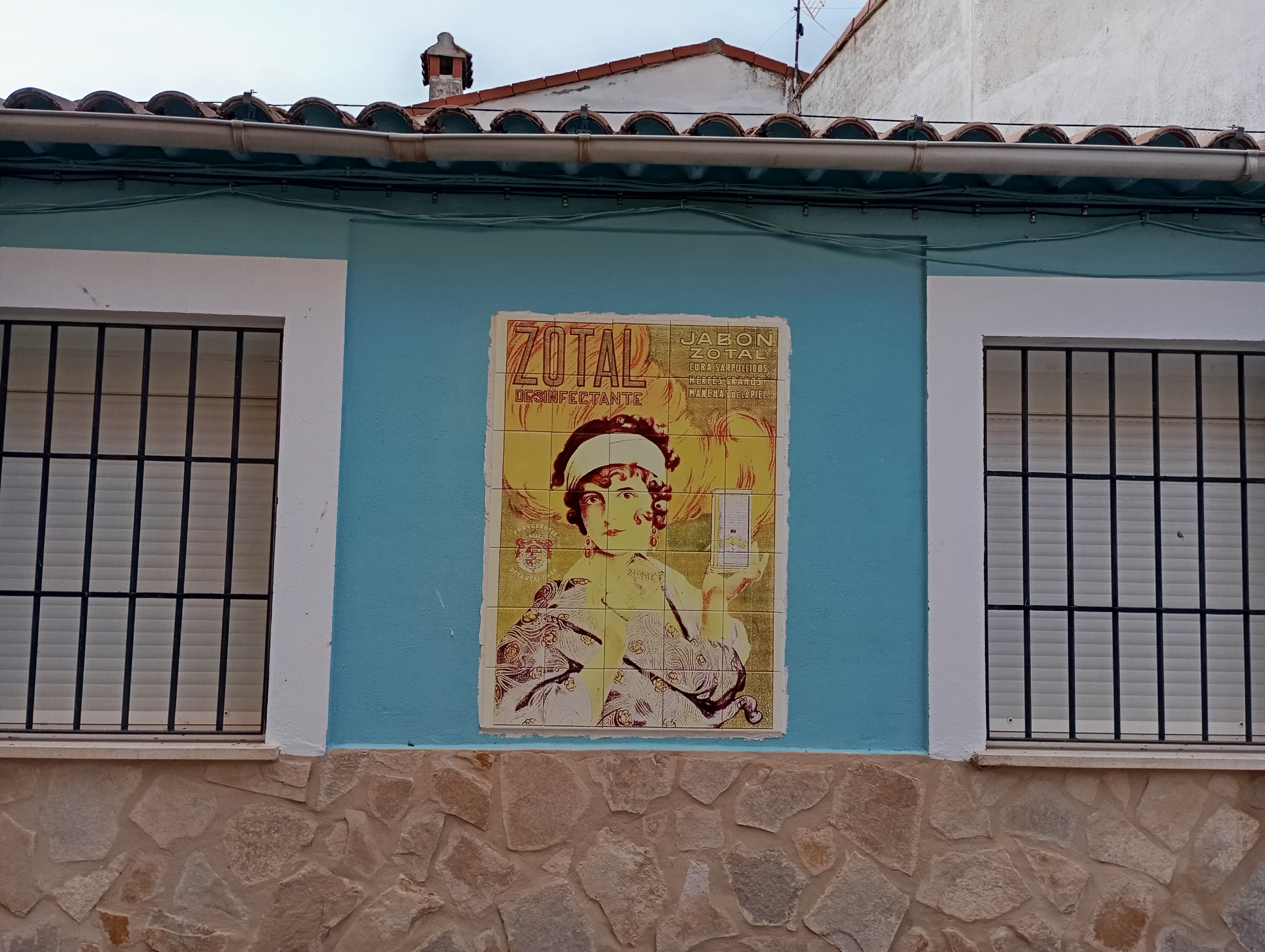
Museo de la Publicidad al Aire Libre (Olmeda de la Cuesta)

Otra propuesta innovadora es la creación del Museo de la Publicidad al Aire Libre, donde las fachadas de las casas exhiben reproducciones de carteles publicitarios icónicos elaborados en cerámica. Este proyecto ha convertido al municipio en un atractivo turístico singular y ha sido reconocido como el único museo de su tipo en el mundo. Olmeda de la Cuesta ha sido seleccionado para formar parte del "III Calendario de la España vacía" de 2022, una iniciativa que busca visibilizar y poner en valor a los municipios con menor densidad de población en el país.

## Demografía
Olmeda de la Cuesta cuenta con una población de 20 habitantes (INE 2024).
| Gráfica de evolución demográfica de Olmeda de la Cuesta entre 1842 y 2021                                           |
| |
| Población de derecho según los censos de población del INE Población de hecho según los censos de población del INE |

Se encuentra dentro del territorio denominado Serranía celtibérica. Para frenar el despoblamiento, el ayuntamiento está ofreciendo terrenos muy baratos.

## Personas notables
- Juan Manuel Blanco (siglo XVIII), jesuita.
- Pedro Vindel Álvarez, bibliógrafo.